# Бураково (Кирилловский район)
Бураково — деревня в Кирилловском районе Вологодской области.
Входит в состав Николоторжского сельского поселения, с точки зрения административно-территориального деления — в Николо-Торжский сельсовет.
Расстояние по автодороге до районного центра Кириллова — 32 км, до центра муниципального образования Никольского Торжка — 7 км. Ближайшие населённые пункты — Корякино, Матвеевское, Заречье, Ситское, Соболево.
По переписи 2002 года население — 40 человек (20 мужчин, 20 женщин). Преобладающая национальность — русские (87 %).